# 中野佐資
中野 佐資（なかの さとる、1963年1月7日 - ）は、栃木県栃木市出身の元プロ野球選手（外野手、左投左打）、野球指導者。

## 来歴・人物
国学院栃木高校ではエースとして2年秋の県大会で優勝したが関東大会は初戦となる準々決勝で東農大二高の高仁秀治と投げ合って敗退。三菱重工横浜入社当時は投手。のちに肩を壊した影響で野手に転向し、主に一塁・右翼を守る。
1984年の都市対抗に三菱自動車川崎の補強選手として出場。2試合連続本塁打を放つが、準々決勝で日本楽器に敗退。
1985年の第13回アジア野球選手権大会日本代表に選出され、同年の都市対抗でも日本石油に補強され活躍。
同年には阪神にドラフト2位指名を受け外野手として入団。
1988年、同年より就任した村山実監督から「（入団当初から付けていた）13は投手の背番号だ」と言われたことで阪神タイガースでは初めて背番号0を背負い、また大野久・和田豊の三人で少年隊と呼ばれた。同年から佐野仙好に代り左翼手の定位置を獲得する。4月14日の甲子園球場『阪神対巨人』戦で桑田真澄から勝ち越し打を放った。
1989年には17死球でセ・リーグ最多死球を記録した。
1992年には外野手に転向した八木裕や同年台頭した新庄剛志にレギュラーを譲ったことで出場機会が減少。
1993年限りで自らの意思で引退。
2002年より、社会人野球・クラブチームのガッツ全栃木野球クラブの選手兼監督も務めていたが、現在は退任。
2005年、プロ野球マスターズリーグのセレクションに合格。大阪ロマンズに所属。
2006年、東京ドリームスに移籍した。2006-2007シーズン ベストナインとファインプレー賞を受賞。
スポーツデポ沼津店、北本店勤務を経て、2019年よりベルモール宇都宮店勤務、野球アドバイザーをする傍ら少年野球の指導も行っている。2011年8月刊行のベースボールマガジン社「熱中！野球部　Vol.6（ヒットエンドラン9月号増刊）」の記事「元プロが教えるグラブのお手入れ法」を監修。

## 詳細情報

### 年度別打撃成績
| 年 度     | 球 団     | 試 合 | 打 席 | 打 数 | 得 点 | 安 打 | 二 塁 打 | 三 塁 打 | 本 塁 打 | 塁 打 | 打 点 | 盗 塁 | 盗 塁 死 | 犠 打 | 犠 飛 | 四 球 | 敬 遠 | 死 球 | 三 振 | 併 殺 打 | 打 率 | 出 塁 率 | 長 打 率 | O P S |
| --------- | --------- | ----- | ----- | ----- | ----- | ----- | -------- | -------- | -------- | ----- | ----- | ----- | -------- | ----- | ----- | ----- | ----- | ----- | ----- | -------- | ----- | -------- | -------- | ----- |
| 1986      | 阪神      | 3     | 2     | 2     | 0     | 0     | 0        | 0        | 0        | 0     | 0     | 0     | 0        | 0     | 0     | 0     | 0     | 0     | 1     | 0        | .000  | .000     | .000     | .000  |
| 1987      | 阪神      | 7     | 8     | 8     | 1     | 1     | 0        | 0        | 0        | 1     | 0     | 0     | 0        | 0     | 0     | 0     | 0     | 0     | 1     | 0        | .125  | .125     | .125     | .250  |
| 1988      | 阪神      | 108   | 300   | 274   | 35    | 65    | 13       | 6        | 4        | 102   | 25    | 3     | 3        | 4     | 1     | 12    | 2     | 9     | 49    | 2        | .237  | .291     | .372     | .663  |
| 1989      | 阪神      | 124   | 330   | 287   | 41    | 77    | 16       | 5        | 11       | 136   | 41    | 9     | 5        | 8     | 2     | 16    | 0     | 17    | 40    | 5        | .268  | .342     | .474     | .815  |
| 1990      | 阪神      | 96    | 205   | 176   | 27    | 46    | 3        | 2        | 3        | 62    | 11    | 6     | 6        | 1     | 1     | 21    | 0     | 6     | 28    | 4        | .261  | .358     | .352     | .710  |
| 1991      | 阪神      | 114   | 265   | 229   | 32    | 48    | 11       | 1        | 8        | 85    | 18    | 6     | 3        | 5     | 1     | 19    | 0     | 11    | 47    | 0        | .210  | .300     | .371     | .671  |
| 1992      | 阪神      | 72    | 63    | 52    | 12    | 10    | 1        | 0        | 2        | 17    | 6     | 0     | 2        | 0     | 0     | 9     | 1     | 2     | 16    | 1        | .192  | .333     | .327     | .660  |
| 1993      | 阪神      | 5     | 3     | 3     | 0     | 1     | 0        | 0        | 0        | 1     | 1     | 0     | 0        | 0     | 0     | 0     | 0     | 0     | 0     | 0        | .333  | .333     | .333     | .667  |
| 通算：8年 | 通算：8年 | 529   | 1176  | 1031  | 148   | 248   | 44       | 14       | 28       | 404   | 102   | 24    | 19       | 18    | 5     | 77    | 3     | 45    | 182   | 12       | .241  | .320     | .392     | .711  |

- 各年度の太字はリーグ最高

### 記録
- 初出場：1986年9月3日、対横浜大洋ホエールズ21回戦（横浜スタジアム）、5回表に御子柴進の代打として出場
- 初安打：1987年5月2日、対横浜大洋ホエールズ4回戦（阪神甲子園球場）、9回裏に遠藤一彦から
- 初先発出場：1988年4月8日、対広島東洋カープ1回戦（広島市民球場）、7番・左翼手として先発出場
- 初打点：1988年4月14日、対読売ジャイアンツ2回戦（阪神甲子園球場）、5回裏に桑田真澄から中前決勝適時打
- 初本塁打：1988年5月24日、対ヤクルトスワローズ5回戦（明治神宮野球場）、6回表に宮本賢治からソロ

### 背番号
- 13 （1986年 - 1987年）
- 0 （1988年 - 1993年）